# سارو تقي اعتماد الدولة
سارو تقي اعتماد الدولة (بالفارسية: ساروتقی اعتمادالدوله) كان الصدر الأعظم للدولة الصفوية في الفترة ما بين 1633 حتى 11 أكتوبر 1645. يحمل رُتبة فريق أول. تُوفي في 1645.